# Solignac-sur-Loire

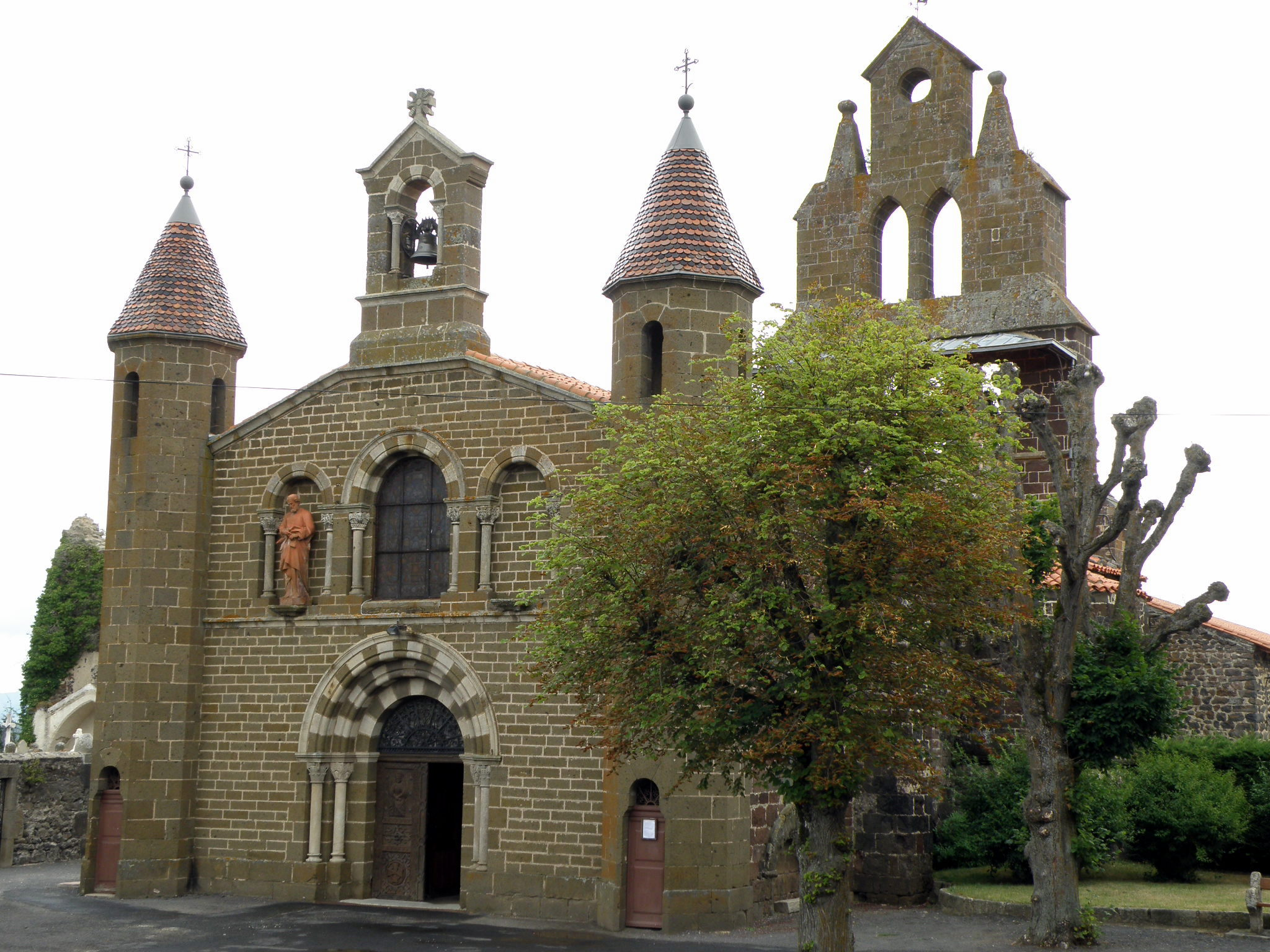
Igreja de Saint-Vincent

Solignac-sur-Loire é uma comuna francesa na região administrativa de Auvérnia-Ródano-Alpes, no departamento de Alto Loire. Estende-se por uma área de 23,93 km². Em 2010 a comuna tinha 1 307 habitantes (densidade: 54,6 hab./km²).